# Toyota HiAce
Der Toyota HiAce ist ein seit 1967 von Toyota produzierter Kleintransporter. Während die ersten beiden Modelle auch als Pritschenwagen erhältlich waren, wurde seither hierfür nur noch der Toyota Dyna angeboten der zum Übergang in Japan auch noch als HiAce Truck angeboten wurde. Vom HiAce wurde auch der Toyota Commuter entwickelt, ein Minibus der auch als Toyota Ses'fikile in Südafrika angeboten wird. Durch die einfache und robuste Technik wird der HiAce auch gerne in Schwellen- und Entwicklungsländern gekauft. Er wird auch in China von einer Vielzahl von Herstellern hergestellt, viele davon allerdings sind Plagiate. Ab 1996 unterschied sich das Angebot des HiAce in Europa und dem Rest der Welt. Während der HiAce H100 überall weiter bis 2004 angeboten wurde, ersetzte in Europa der HiAce XH10 auf Basis des Toyota Granvia den H100. Zwischen 1999 und 2005 wurde der HiAce XH10 auch in Asien als Toyota Grand HiAce angeboten. Seit 2004 gibt es den HiAce H200, in Europa war aber nach wie vor bis teilweise 2012 der HiAce XH10 im Angebot, der 2013 durch den Toyota Proace ersetzt wurde.

## HiAce H10 (1967–1977)
Im Februar 1967 erschien der erste HiAce Truck als Pick-up/Lkw (Truck) als kleinere Version des Toyota Dyna (in Japan Toyoace). Der Motor ist ein 1,3-Liter-Ottomotor wie im Toyota Corona, allerdings von 70 PS (51 kW) Leistung auf 41 kW gedrosselt. Dadurch hat er ein höheres Drehmoment bei niedrigen Drehzahlen. Im Oktober 1967 folgt der Kleinbus mit 9 Sitzplätzen sowie die Kastenwagenversion jeweils mit einer seitlichen Klapptür und hinteren Heckklappe. Hier übernimmt im Kleinbus den Antrieb der Toyota 2R 1,5 L Ottomotor, der wie im Corona 77 PS (57 kW) leistet. Ab April 1968 ist auch ein Kastenwagen mit sechs Sitzplätzen erhältlich. Parallel zu den anderen Versionen hat er je eine Dreiersitzbank vorne und hinten. Mit einem längeren Radstand und hinteren Überhang ist ab Februar 1969 ein 15-Sitzer-Minibus und ein 12-Sitzer-Kleinbus erhältlich. Auf dieser Basis wird auch ein Krankenwagen angeboten. Diese Versionen erhalten einen Toyota 5R 2,0-Liter-Ottomotor mit 98 PS (72 kW) Leistung.
1970 wird die Sicherheitsausstattung verbessert. Im Februar 1971 gibt es kleinere Änderungen in der Gestaltung des Kühlergrills und parallel zum Corona ersetzt der 12R-1.6-Liter-Ottomotor den 1,5-Liter und ist nun auch für den Kastenwagen und Truck erhältlich. Der 1,3-Liter-Motor ist nun auch im Kleinbus verfügbar. Im Oktober 1972 wird die seitliche Klapptür durch eine Schiebetür ersetzt.
Ab Oktober 1975 gibt es nun auch den 16R-1.8-L-Ottomotor mit 95 PS (70 kW). Die 1. Generation des HiAce wird im Export außer in Asien und Ozeanien auch in Nordamerika angeboten. In Europa gibt es den HiAce außer im Vereinigten Königreich von Großbritannien und Irland und den nordischen Ländern auch in anderen kleineren Märkten wie der Schweiz und Österreich.

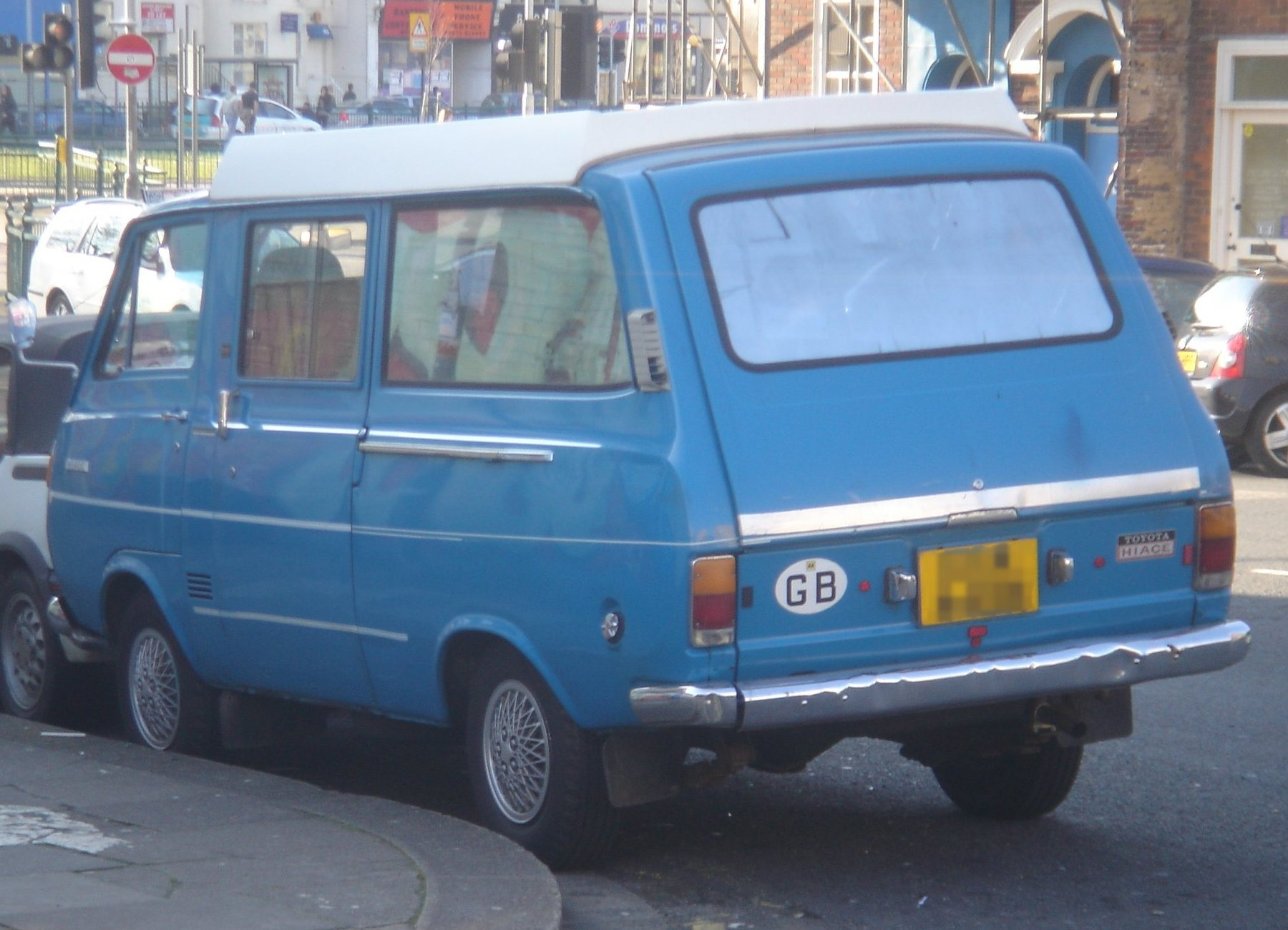
Heckansicht

## HiAce H20/H30/H40 (1977–1982)
Im Februar 1977 folgt eine neue Generation. Wiederum sind die Varianten Kastenwagen, Kleinbus und Truck verfügbar. Der Kleinbus hat nun auch als Deluxe 10 Sitzplätze. Außerdem ist mit längerem Radstand wiederum ein Minibus mit 12 oder 15 Sitzplätzen und ein Krankenwagen erhältlich.
Außer dem bekannten 1,6-Liter-Ottomotor ist auch ein Toyota-18RU-Ottomotor mit 1968 cm³ erhältlich, der ab März 1979 wegen verschärften Abgasvorschriften durch den Toyota-21RU-Ottomotor mit 1972 cm³ ersetzt wird. Zudem gibt es ein erstes Facelift mit Plastikkühlergrill. Nachdem bereits 1978 der Hauptkonkurrent Nissan Urvan einen Dieselmotor erhalten hatte, zog Toyota im Juli 1979 mit dem 2200 cm³-Dieselmotor nach. Im Januar 1980 wird das Armaturenbrett geändert und ein 5-Gang-Schaltgetriebe mit Overdrive eingeführt.
Im Januar 1981 gibt es ein kleineres äußeres Facelift mit nun rechteckigen Scheinwerfern beim Truck und serienmäßigem mittigem elektrischem Schiebedach bei einigen Kleinbusversionen. Nun ist auch eine Klimaanlage erhältlich sowie ein Vier-Stufen Automatikgetriebe mit Overdrive für den Dieselmotor.
Außer auf den bisherigen Exportmärkten wird der HiAce nun auch im übrigen Westeuropa angeboten, ist aber in den kleineren Märkten erfolgreicher als z. B. in Deutschland. Der Truck wird mit geringfügigen Änderungen bis August 1985 produziert, die übrigen Versionen bis November 1982.

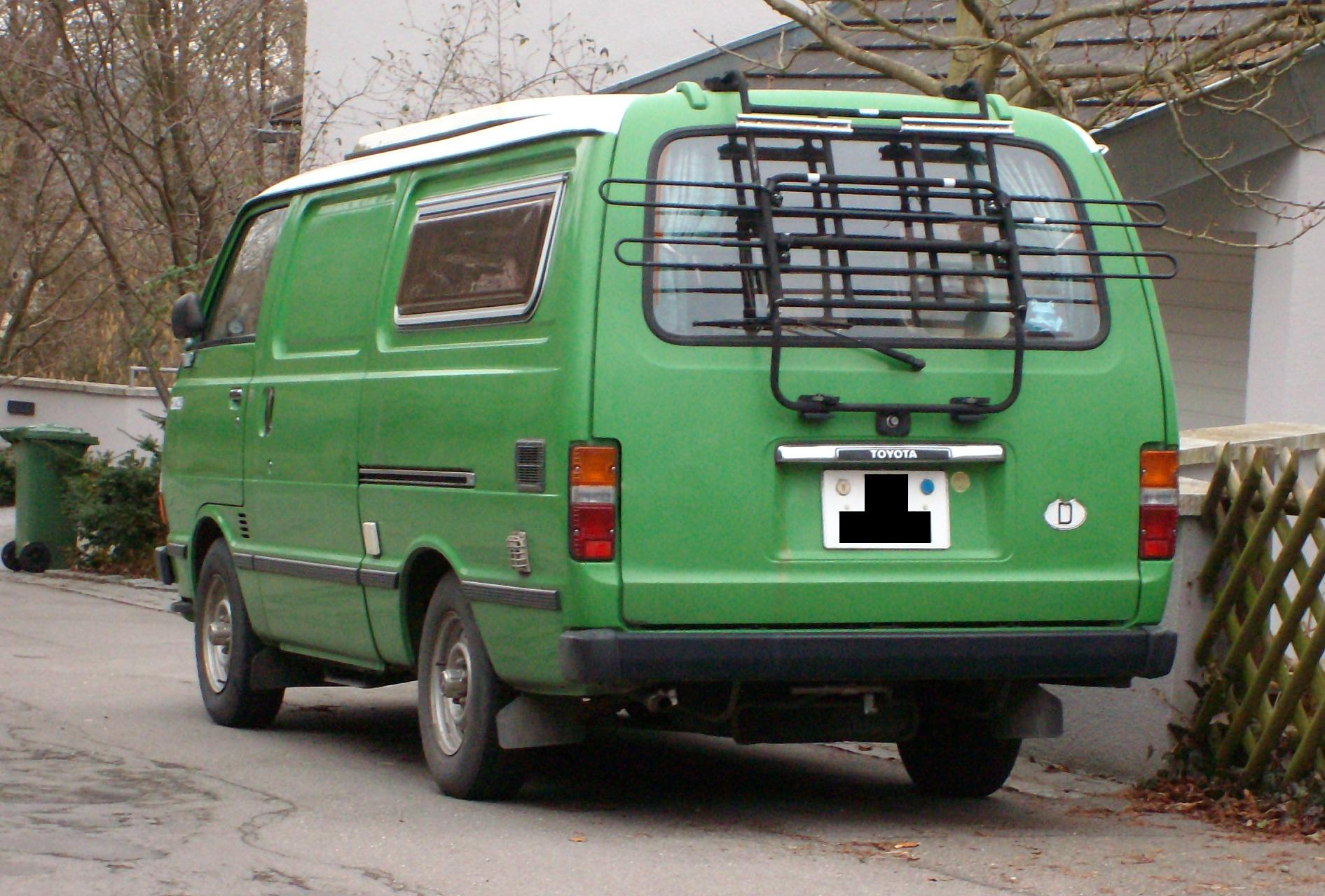
Heckansicht
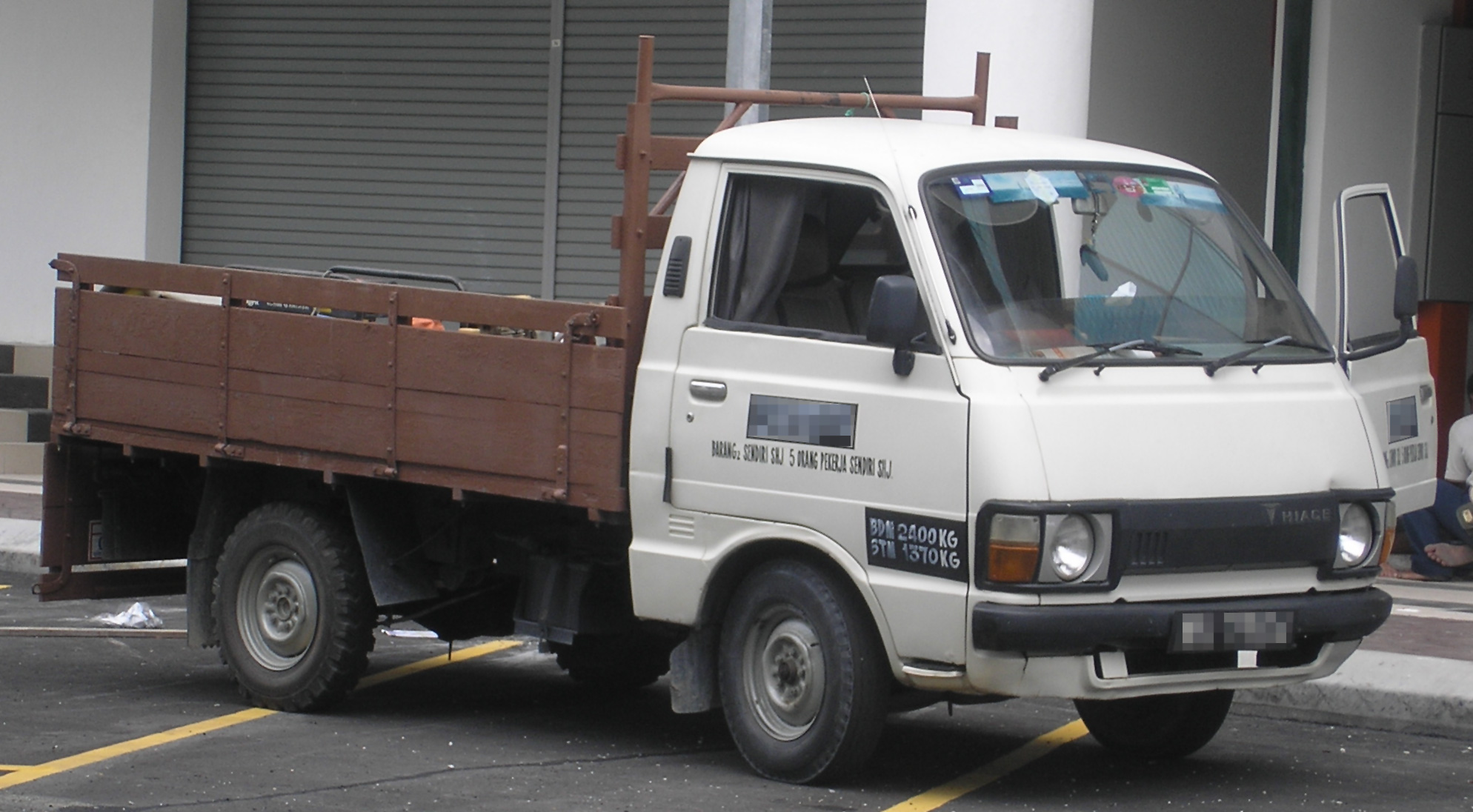
Pritsche mit Facelift
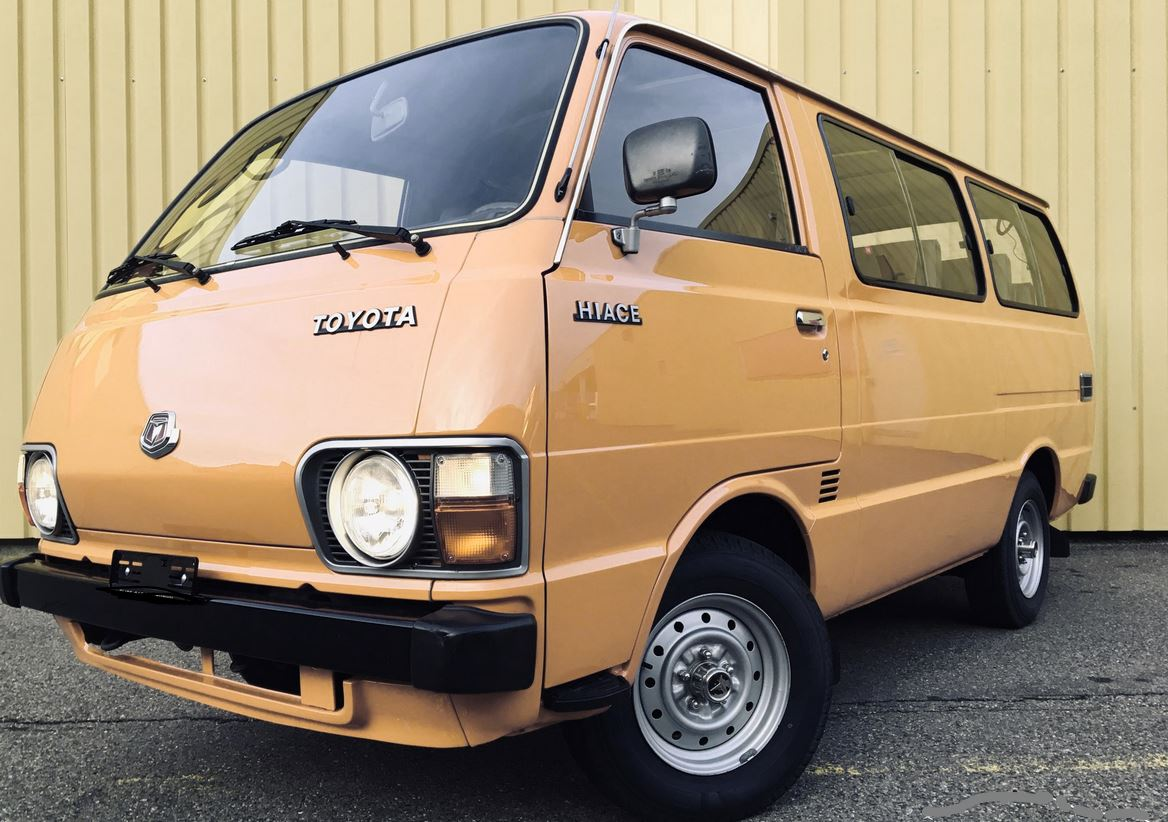
Toyota Hiace2.4 66PS year 1981

## HiAce H50/H60/H70 (1982–1989)
Im Dezember 1982 startete die Produktion der 3. Generation, die ab Januar 1983 in den Verkauf gelangte. Der H50 hatte einen kurzen Radstand, der H60 einen längeren und der H70 den längsten Radstand. Während in Asien weiterhin eine modifizierte Version der 2. Generation bis Sommer 1985 angeboten wurde, übernahm auf den übrigen Märkten diese Rolle der Toyota Dyna 100, eine kleinere Version des Dyna, die in Japan Toyopet genannt wurde. Kleinster Motor war ein 1,8-L-Ottomotor, außerdem war ein 2,0-L-Ottomotor und ein Dieselmotor mit 2,2 Litern Hubraum lieferbar. Das 4-Stufen Automatikgetriebe war nun auch für die Benzin-Motoren erhältlich. Der Minibus erhielt nun den offiziellen Namen Toyota Commuter.
Ab Januar 1984 ersetzte der 2,0-L-Dieselmotor (Typ Laser) mit Turbolader das bisherige Aggregat und zusätzlich kam ein 2,2-Liter-Ottomotor ins Angebot.
Im August 1985 erfolgten kleinere Änderungen speziell im Innenraum. Ein als Super Custom Limited ausgestatteter siebensitziger Minivan kam ins Angebot. Während der Commuter, der Kastenwagen und der Kleinbus sowie die Ambulanzmodelle weiterhin runde Scheinwerfer hatten, wurden die Van-Versionen mit eckigen Scheinwerfern ausgestattet. Die Exportmodelle außerhalb Asiens trugen von nun an jedoch allesamt quadratische Scheinwerfer.
Mit 1 Tonne Nutzlast wurde der Toyota Dyna 100 als HiAce H80/90 Truck mit einem am HiAce angelehnten Kühlergrill und rechteckigen Scheinwerfern in Asien angeboten.
Ab August 1987 war der HiAce auch mit Allradantrieb erhältlich Ab diesem Zeitpunkt gab es als Super GL Kleinbusvarianten mit hochwertigem Interieur.
Im Juli 1989 wurde die Produktion beendet.

### HiAce H50 in Südafrika
In Südafrika wurde der HiAce H50 als Kleinbus und Kastenwagen mit dem 4Y-EU-2.2-l-Ottomotor bis 2007 produziert.

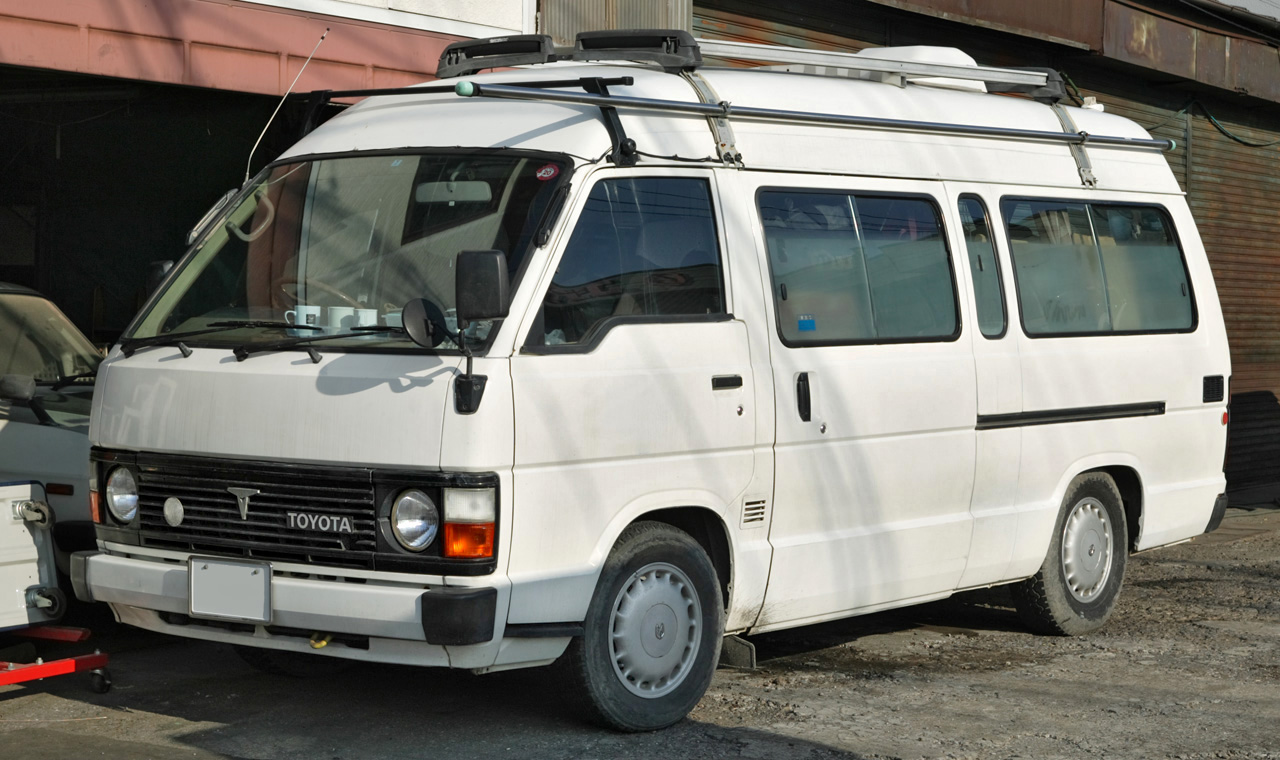
Toyota HiAce Commuter
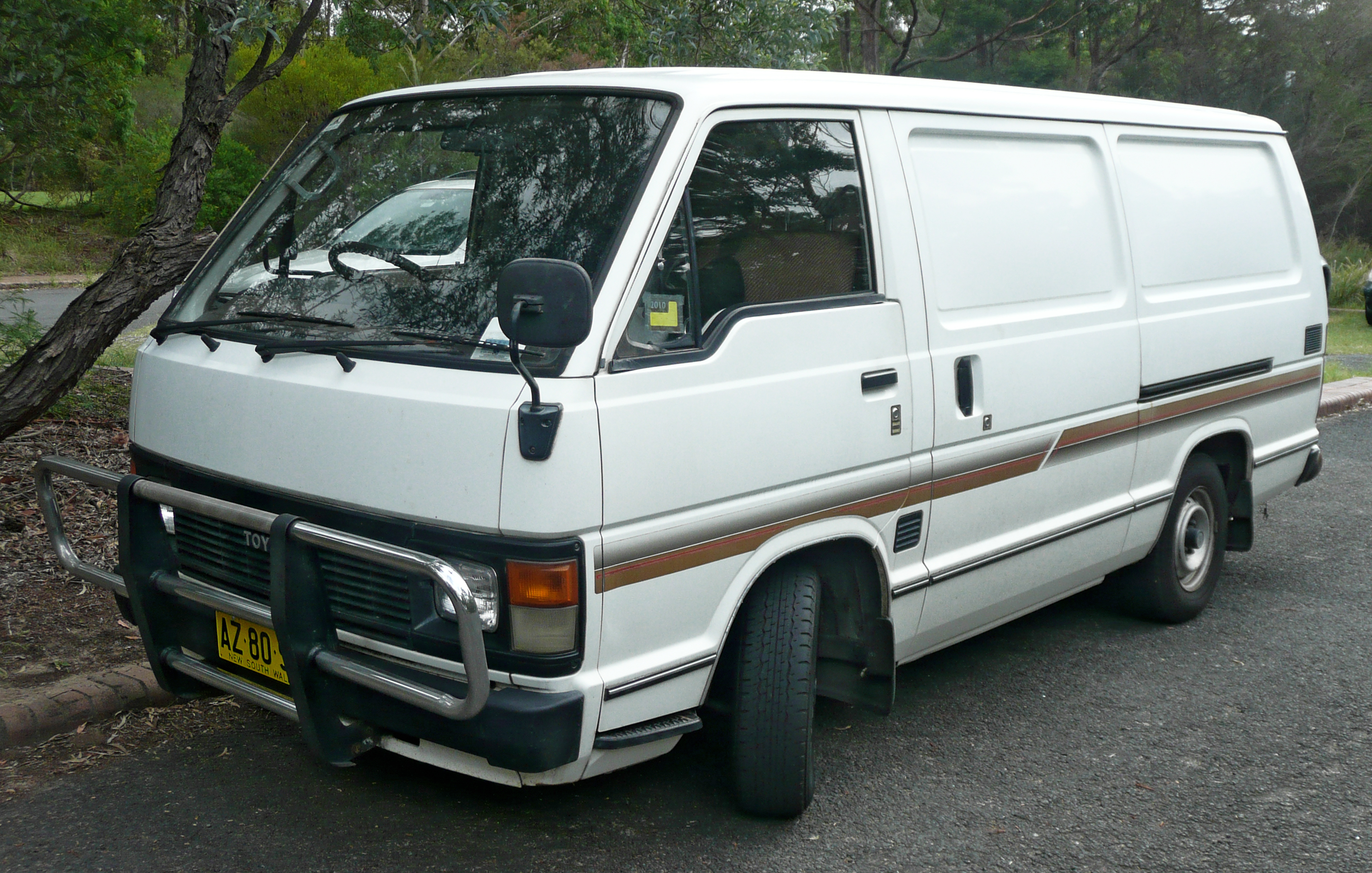
1985 Facelift Version
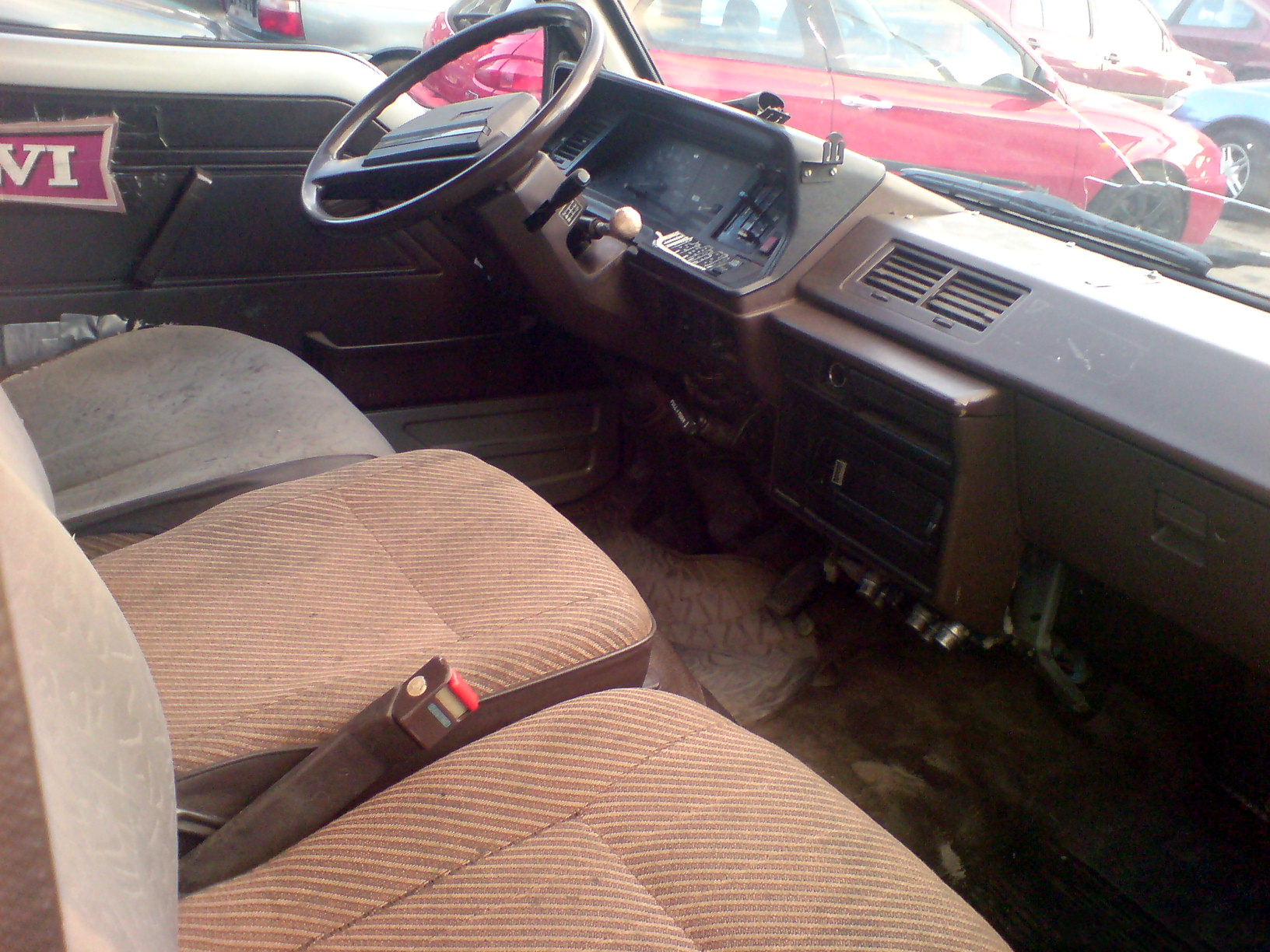
Armaturenbrett

## HiAce H100 (1989–2004)
Im August 1989 startete die Produktion der völlig erneuerten vierten Generation. Der Tankeinfüllstutzen wurde von rechts nach links verlegt und statt Lenkradschaltung gab es nun eine konventionelle Knüppelschaltung zwischen den Vordersitzen. Je nach Markt wurde ein Antiblockiersystem Serienstandard. Als Basismotor fungierte nun der 2,0-l-Ottomotor 1RZ-E und darüber gab es den 2.4-l-2RZ-Typ-E Ottomotor. Außer dem 2,0-l-Turbodiesel gab es nun auch einen 2,4-l-Dieselmotor und einen 2,8-l-Turbodieselmotor. Die Dieselmotoren waren die einzig verfügbaren Antriebe bei Allradantrieb. Außer den Kastenwagen- und Kleinbusvarianten gab es auch wieder den Minibus Commuter und den 7-Sitzer-Minivan Super Custom Limited. Das Leergewicht der Wagen wird mit 1560–2110 kg angegeben.
- Ab Mai 1992 wurde ein Krankenwagen mit Hochdach und langem Radstand als Himedic angeboten.
- Im August 1993 gab es ein kleines Facelift mit geänderten Scheinwerfern und Rückleuchten sowie einem je nach Markt serienmäßigen Fahrerairbag. Gleichzeitig entfiel der Schriftzug  HiAce und das neue Toyota Emblem hielt an der Fahrzeugfront Einzug. Der permanente Allradantrieb des Toyota Hilux wurde fortan mit Differenzialsperre und nun automatischen Freilaufnaben eingebaut. Der 2.0-l-Ottomotor erhielt statt eines Vergasers eine elektronisch gesteuerte Kraftstoffeinspritzung. Der Turbo-Dieselmotor mit 2,8 l Hubraum wurde durch einen Motor mit 3,0 l Hubraum und einem Aluminium-Zylinderkopf ersetzt. Er wurde zum Standardmotor im Commuter.
- Im Mai 1995 wurde der Kastenwagen überarbeitet, ab August 1995 auch die übrigen Versionen. Nach August 1995 wurde in Europa ein anderes Modell als im Rest der Welt angeboten (siehe HiAce XH10).
- Ab August 1996 wurde das Modell mit geringfügigen Änderungen ausgeliefert. Der Beifahrerairbag wurde ebenso wie ABS bei allen Versionen zur Serienausstattung. Der 9-Sitzer-Kleinbus wurde zugunsten des Toyota Granvia eingestellt. Im sogenannten Super Custom gehörte nun eine Klimaautomatik neben anderer zusätzlicher Komfortausstattung zum Serienstandard. Die Leistung der Motoren wurde verbessert und die Nutzlast stieg auf maximal 1250 kg.
- Im August 1998 erfolgte ein weiteres Facelift mit geändertem Design des Kühlergrills und der Stoßfänger.
- Ab Juli 1999 erhielt der 2,0-Liter-Dieselmotor einen Ladeluftkühler um die Leistung zu steigern und die geänderten gesetzlichen Abgasvorschriften einzuhalten. Darüber hinaus wurde der Schriftzug HiAce zum ersten Mal seit sechs Jahren wieder auf der Front aufgetragen. Ein neues Armaturenbrett, Änderungen im Innenraum und eine Steckdose für Zusatzgeräte komplettierte die Überarbeitung. Das Himedic Modell basierte nun auf dem Grand HiAce, der dem europäischen HiAce XH10 entspricht, ebenso wie zusätzliche Kleinbus und Kastenwagen Versionen.
- 2000 entfiel der 2,0-Liter-Ottomotor und der neue 2RZ-E mit 2,4 l war der einzig verfügbare Ottomotor.
- Ab August 2002 entfielen die Super-Custom-Modelle wegen des neuen Toyota Alphard. Darüber hinaus gab es nur noch ein eingeschränktes Modellangebot des verbliebenen Kastenwagens mit Dieselmotor, wegen der unterschiedlichen Abgasvorschriften bei Pkw- oder Lkw-Zulassung. Es waren ab diesem Zeitpunkt nur noch sogenannte kommerzielle Modelle erhältlich.
- 2003 wurde der 2,4-l-Ottomotor speziell für den Commuter überarbeitet und als emissionsarm zertifiziert.
- Im Juli 2004 wurde die Produktion der Baureihe eingestellt. Die Grand HiAce Kleinbus, Kastenwagen und Himedic Modelle (Basis Europa HiAce XH10) wurden noch bis 2005 produziert.

### HiAce H100 in anderen Märkten seit 2002
Als Toyota Quantum wird der HiAce H100 seit 2002 in Südafrika produziert.
Die Bavarian Auto Group baut den HiAce H50 seit 2005 als Jinbei Cargo Van in Ägypten ebenso wie Jinbei – ein Unternehmen von Brilliance China Automotive Holdings – den Jinbei Haise in China. Darüber hinaus wird das Modell in China auch als Beijing BJ 6490, Jiangnan JNQ6495, und Foton View produziert.

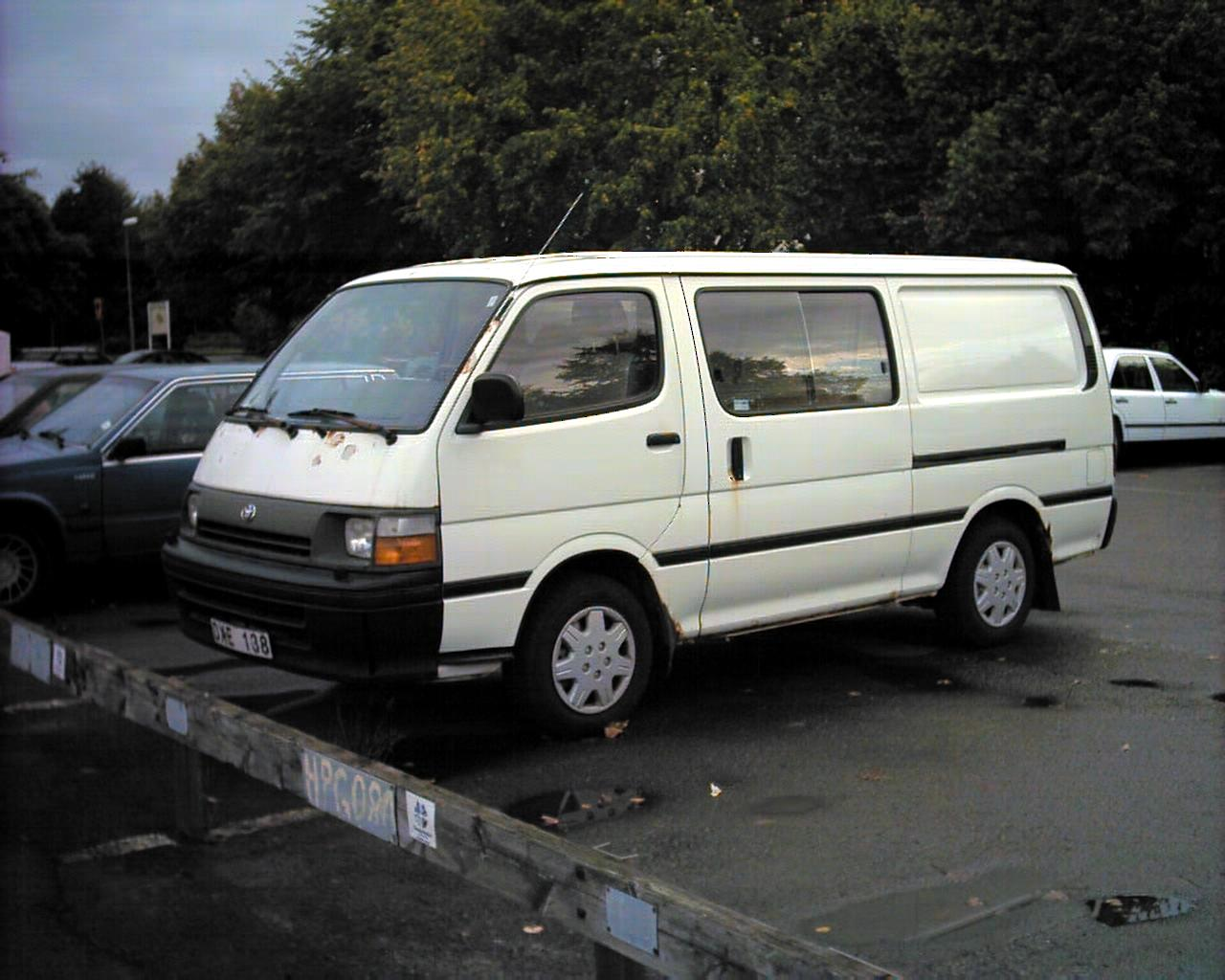
Toyota HiAce 1991–1996 Europa
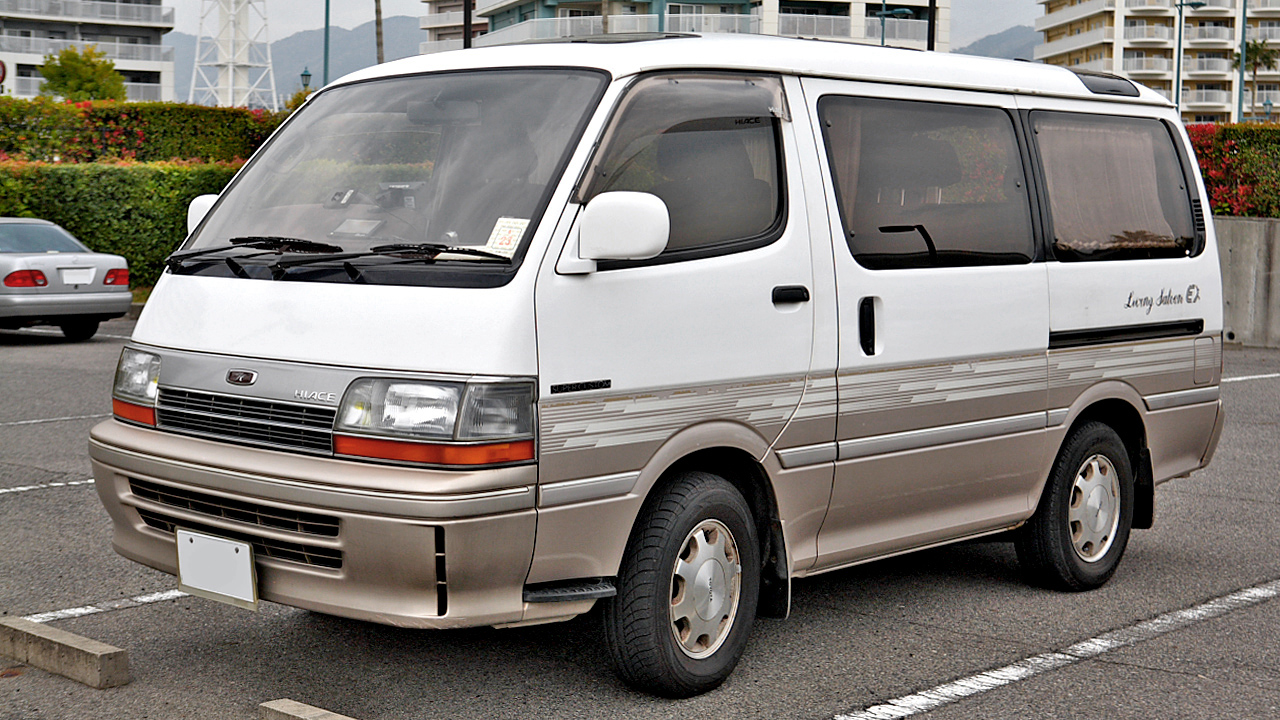
Super Custom
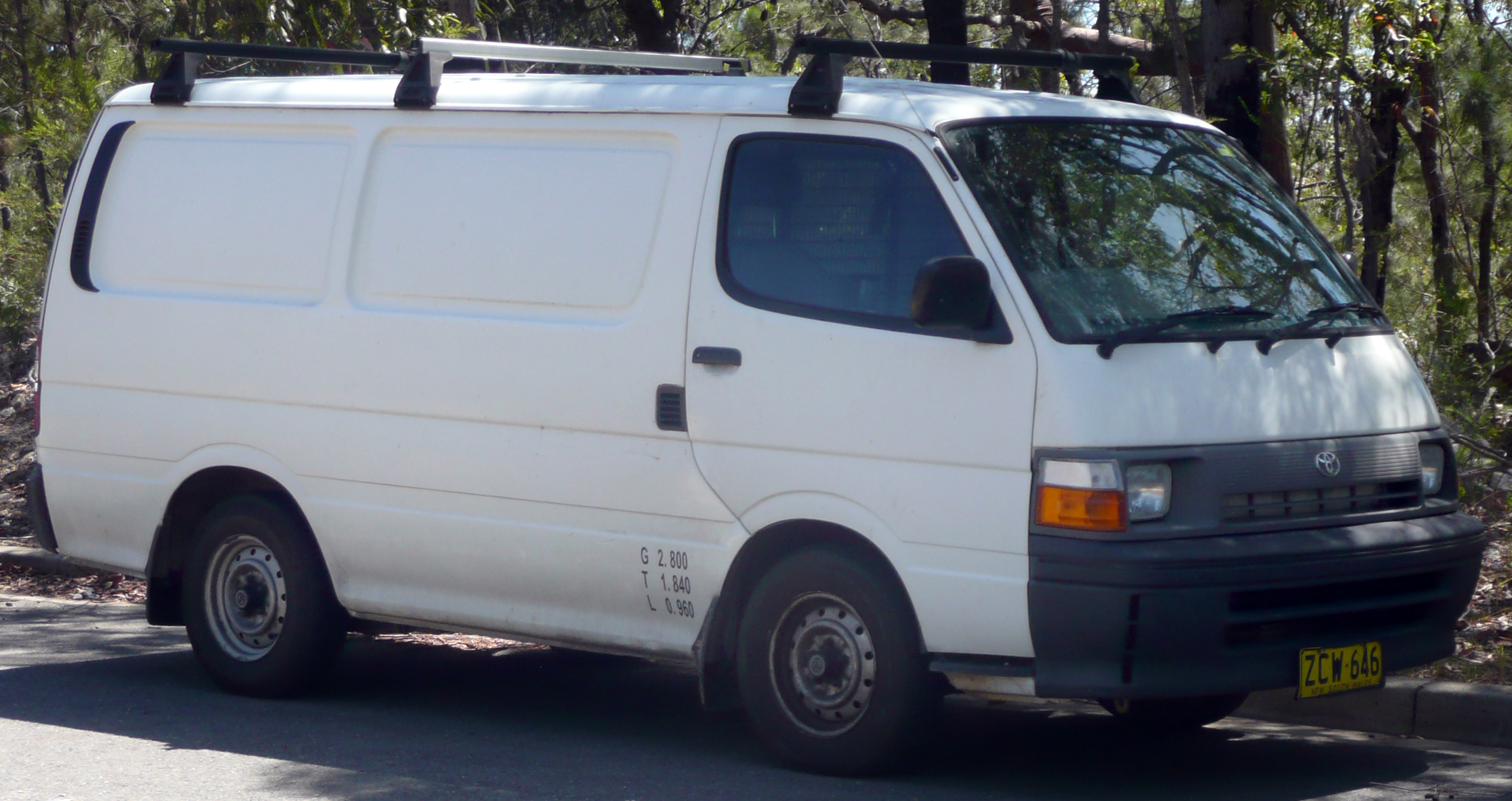
Facelift 1994
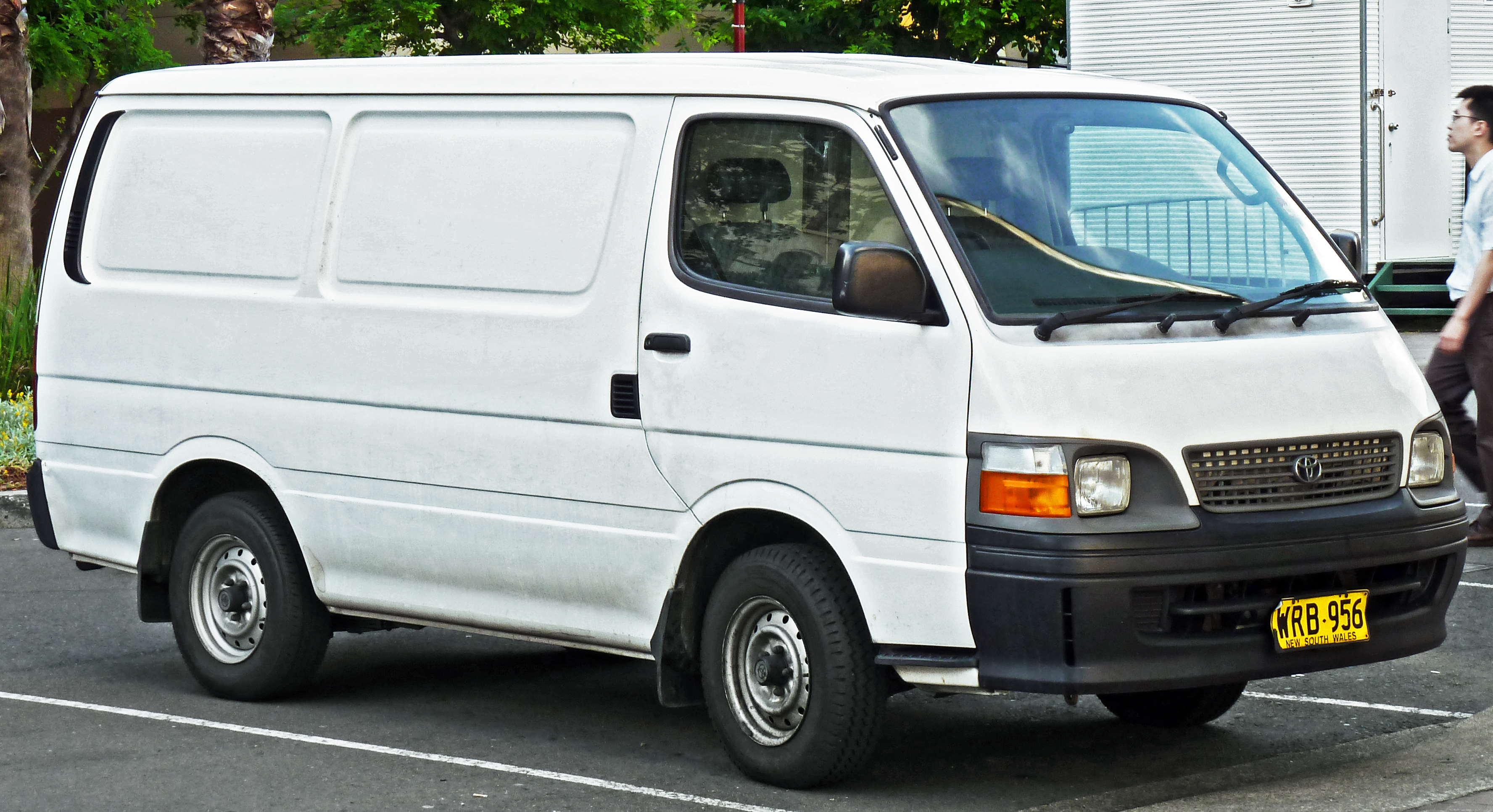
Facelift 1998
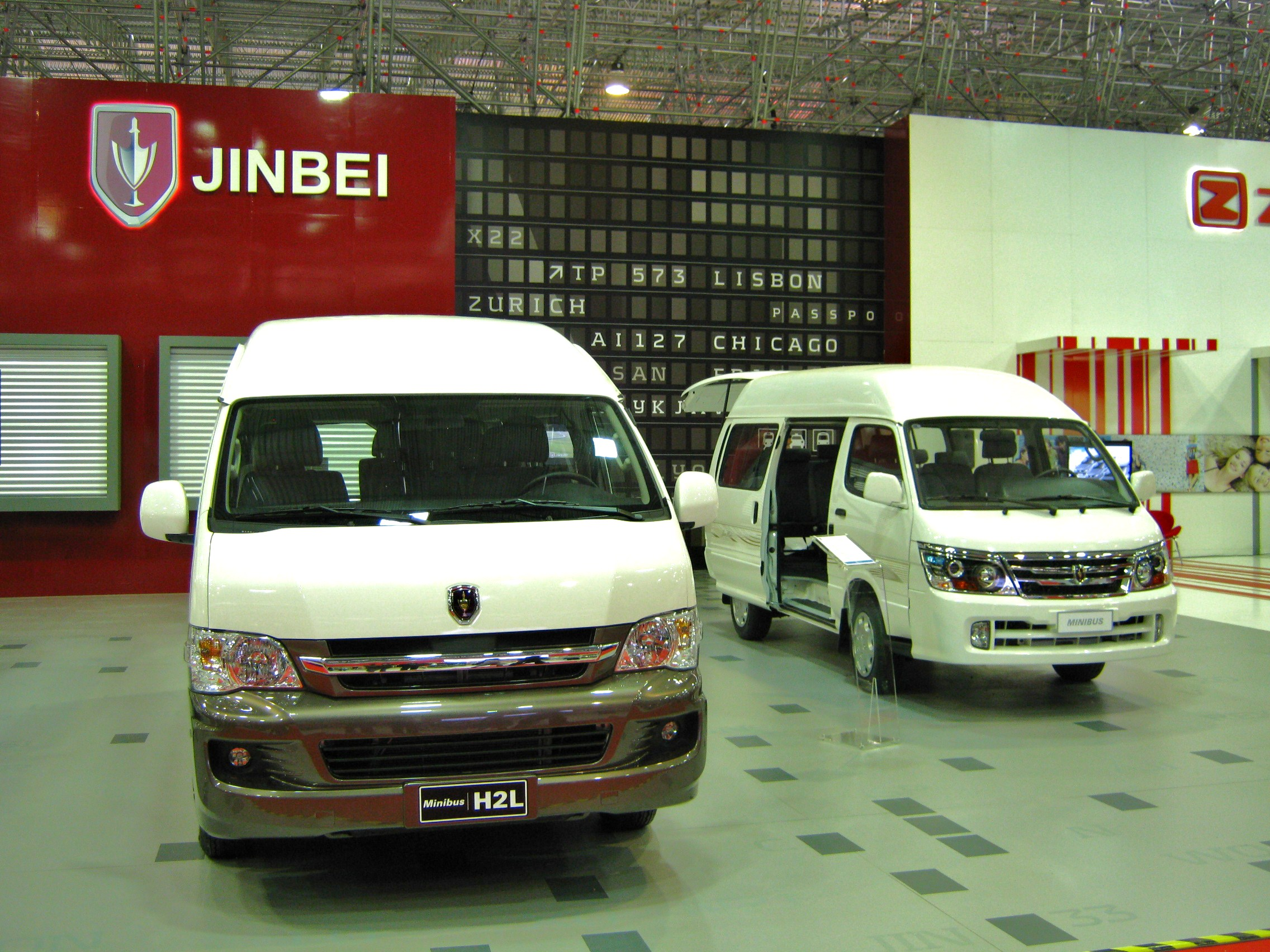
Jinbei Haise

## XH10/XH20 (Europa, 1995–2012)/Grand HiAce (Asien, 1999–2005)
Ab August 1995 bis vereinzelt 2012 wurde der HiAce XH10 exklusiv in Europa angeboten. Er wurde vom Minivan Toyota Granvia abgeleitet und der Motor und ebenso die Vorderräder waren vor der Fahrerkabine positioniert, was mehr Sicherheit gegenüber dem Vorgängermodell bedeutete. Für Europa gab es als Antrieb einen 2446-cm³-Dieselmotor mit 58 kW (79 PS) oder mit Turbolader und 66 kW (90 PS) außer einem 2,4-Liter-Ottomotor mit 85 kW (116 PS) und 5-Gang Schaltgetriebe zum Einsatz. Erhältlich waren Kastenwagen und Kleinbus in 2 Radständen und wahlweise ein Hochdach. In Verbindung mit den stärksten Motoren war auch Allradantrieb erhältlich. Je nach Land waren Frontairbags und ABS serienmäßig. Das Leergewicht der Wagen wird mit 1745–1990 kg angegeben.
- Ab April 1998 löste ein 2,7-l-Ottomotor mit 105 KW (143 PS) den bisherigen 2,4-l ab. Der HiAce XH 10 wurde in Asien ab 1999 als Grand HiAce angeboten. Außer den in Europa bekannten Motoren und Modellversionen gab es hier auch einen 3,4-Liter-Ottomotor sowie einen 3,0-Liter-Turbodieselmotor. Als Himedic wurde ein Krankenwagen auf Basis des Kastenwagens mit langem Radstand und Hochdach angeboten.
- Ab November 2001 war ein überarbeitetes Modell auf dem Markt. Ein Dieselmotor mit 2494 cm³ und Common-Rail-Einspritzung in den Leistungsstufen 65 kW (88 PS) und 75 kW (102 PS) ersetzte die bisherigen Dieselmotoren.
- Mit der Einführung des Toyota Alphard 2002 endete die Produktion des Granvia. Gleichzeitig wurde die Front des Grand HiAce modernisiert und ähnelte nun dem Granvia.
- Ende 2005 endete die Produktion des Grand HiAce in Japan.
- Im Sommer 2006 präsentierte Toyota einen erneut überarbeiteten HiAce für Europa. Er hatte nun im Wesentlichen die Front des 2005 eingestellten Grand HiAce.

Der Ottomotor war nun nicht mehr erhältlich, der überarbeitete 2,5-l-D4-D-Dieselmotor leistete nun 70 kW (95 PS) und 86 kW (117 PS).
- Ab 2010 war nur noch der Kastenwagen als Linkslenker mit kurzem oder langem Radstand im Angebot, mit Heckklappe oder 2 Heckflügeltüren. Einzige Motorvariante war der Dieselmotor mit 86 kW. Allradantrieb war noch erhältlich.
- 2011 wurde der Verkauf weitestgehend unter anderem in Deutschland eingestellt.
- 2012 war der HiAce noch in einigen Märkten wie Norwegen, wo ein Drittel der nach Europa importierten HiAce abgesetzt wurde (2001 über 4000 Exemplare), im Angebot. Im Laufe des Jahres wurde jedoch die Produktion in Japan eingestellt, sodass auch hier der Import endete.
- Mitte 2013 wurde in Europa als Nachfolger der Toyota Proace eingeführt, der in Zusammenarbeit mit PSA Peugeot Citroën von SEVEL in  Lieu-Saint-Amand, Frankreich produziert wird. Er ist baugleich mit der zweiten Generationen des Peugeot Expert, des Citroën Jumpy und des Fiat Scudo.[1]

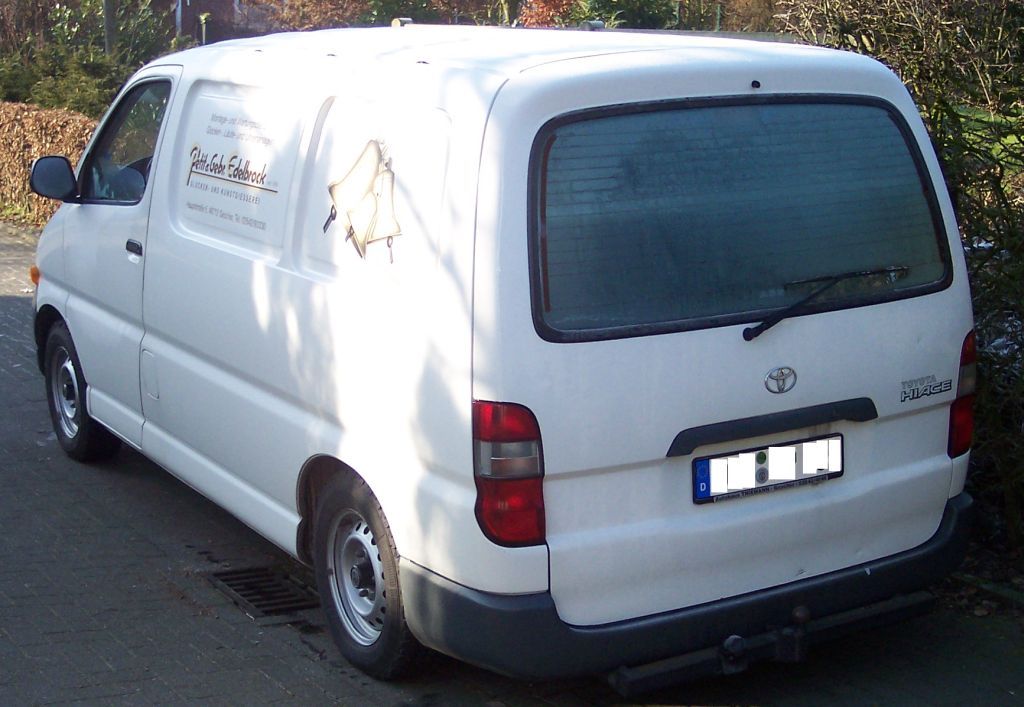
HiAce XH10 Seiten-/Heckansicht
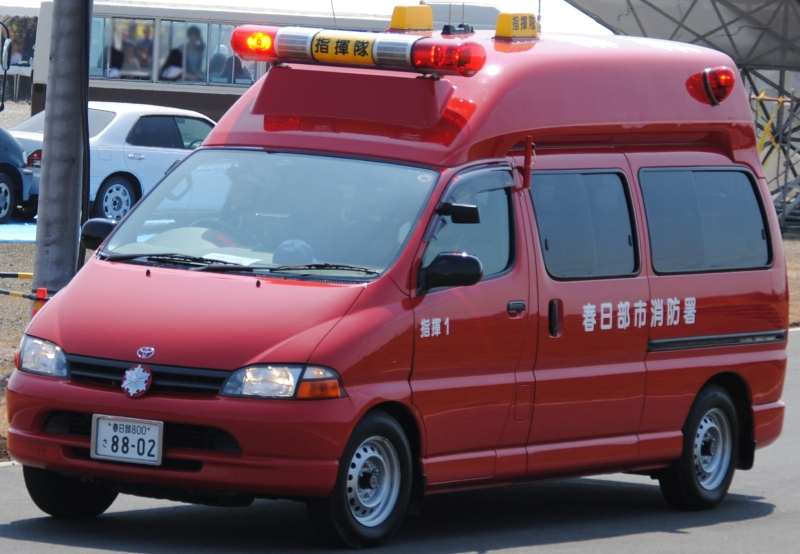
Grand HiAce Feuerwehr
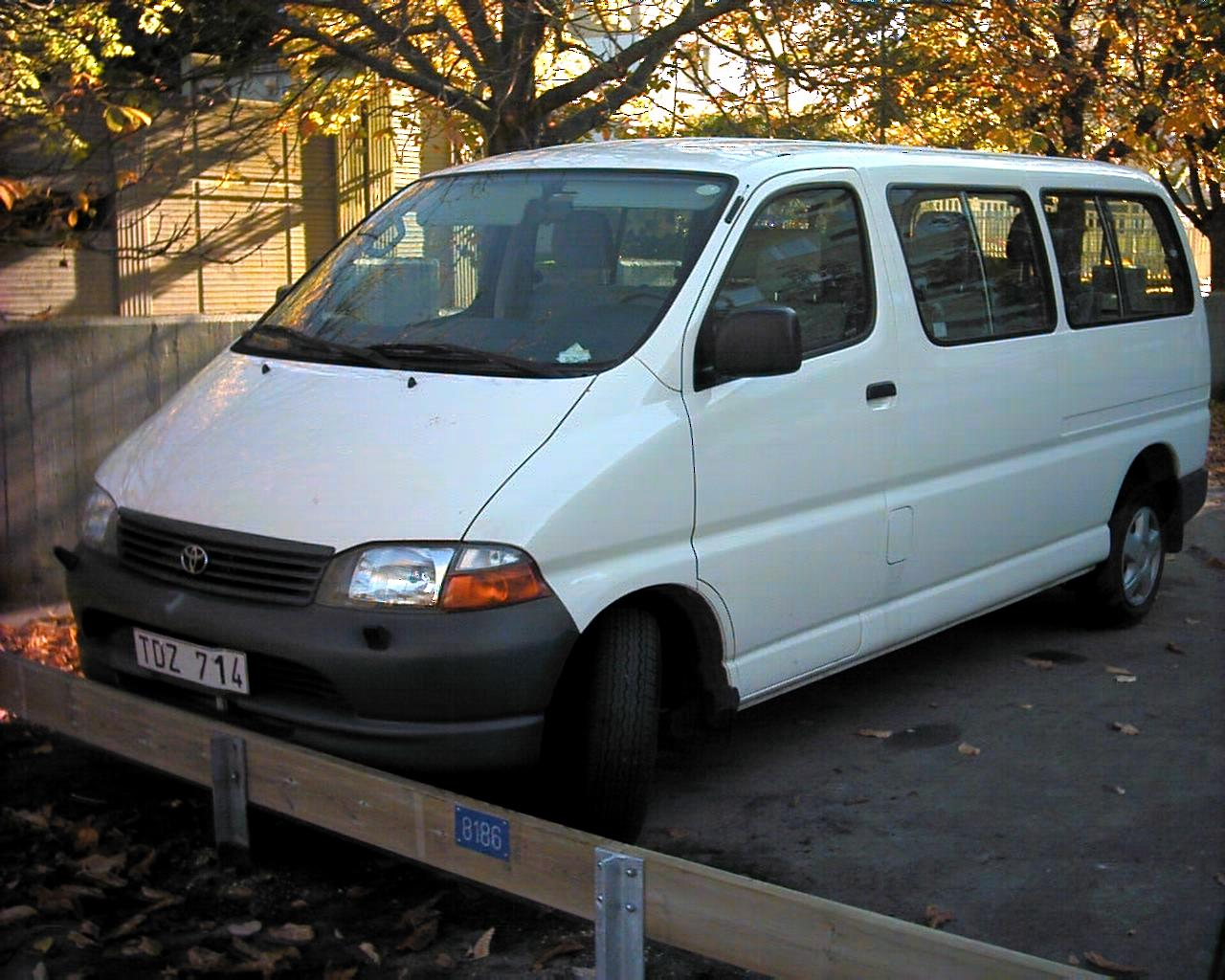
HiAce XH10 Kombi mit langem Radstand 2001
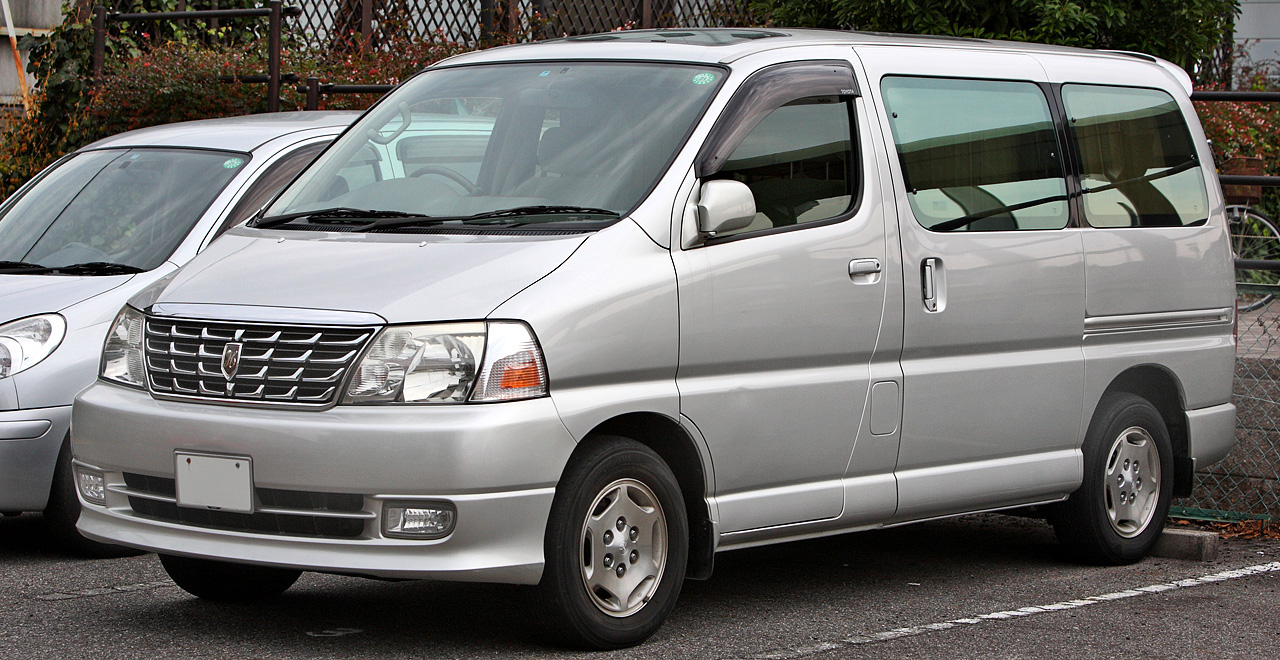
Grand HiAce Facelift (XH20)
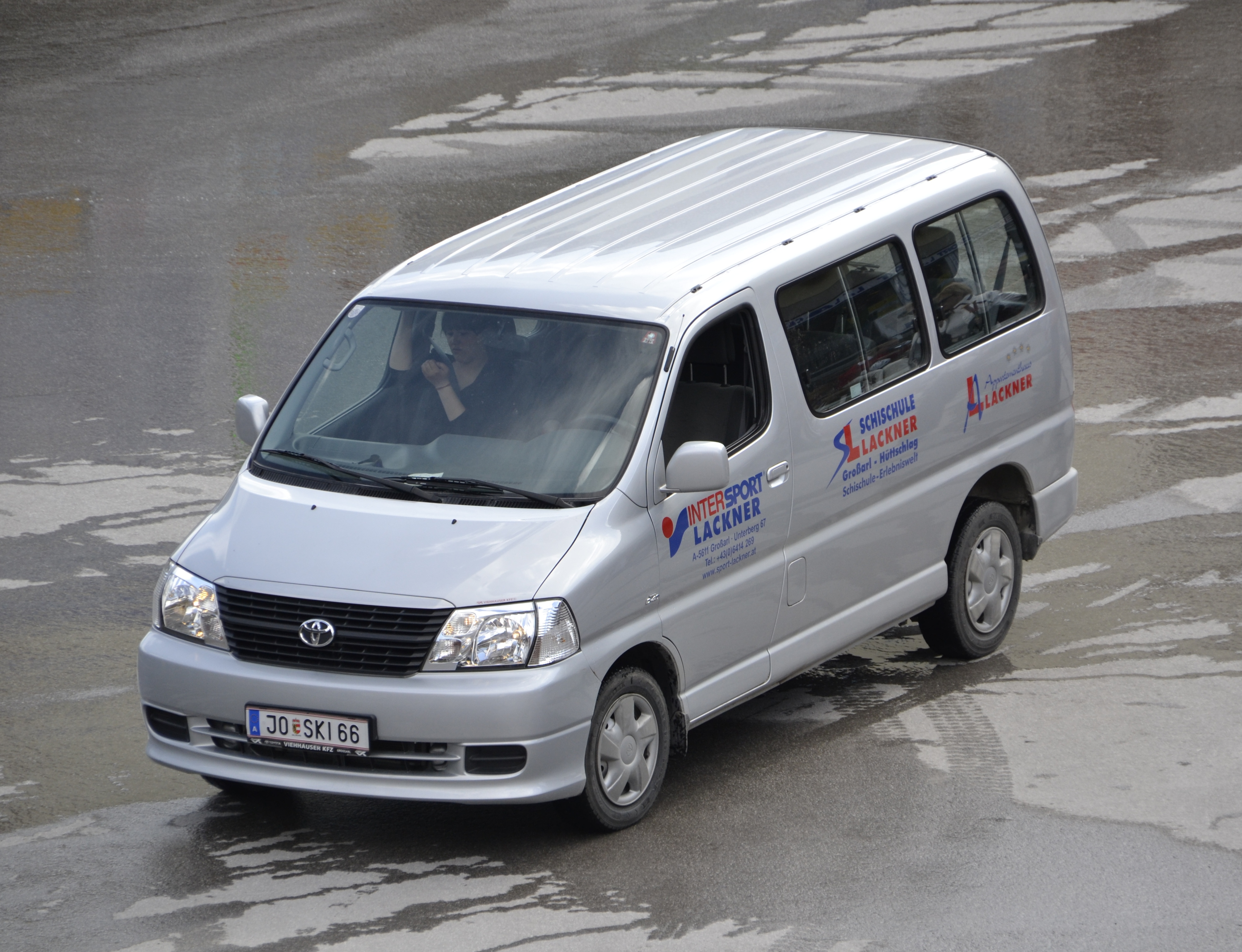
HiAce Facelift 2006 (XH20)

## HiAce H200 (seit 2004)
Im August 2004 startete der völlig neue HiAce H200. Auch er trug nun im Gegensatz zum Vorgänger den Motor in der Front und verfügt dadurch über mehr Knautschzone. Außer drei verschiedenen Längen gibt es auch drei verschiedene Karosseriehöhen. Es gibt Kastenwagen-, Kleinbusvarianten und wiederum den Minibus Commuter und ein Wohnmobil ab Werk. Mit dem Start der Superhochdachvariante im Januar 2005 folgte auch wieder ein Himedic (Krankenwagen).
Der Schalthebel ist nun ein Joystick im Armaturenbrett. In Japan überträgt ein 4-Stufen-Automatikgetriebe als Standardversion die Kraft der Motoren, lediglich der Commuter hat serienmäßig ein 5-Gang-Schaltgetriebe. Die Aufschrift HiAce an der Front ist nicht mehr vorhanden. Das Leergewicht der Wagen wird mit 1701–2111 kg angegeben.
Als Dieselmotoren gibt es den aus den auch im HiAce in Europa verwendeten 2KD-FTV mit 2,5 l und hier 75 kW (101 PS) und den 1KD-FTV 3000 mit 2982 cm³ und 125 kW (170 PS), alle mit Common-Rail-Einspritzung. Als Ottomotoren gibt es den 1TR-FE mit 1998 cm³ mit 101 kW (136 PS) und den 2TR-FE mit 2.7 l mit 119 kW (159 PS). Beide haben zwei obenliegende Nockenwellen und variable Ventilsteuerzeiten.
In Südafrika begann im gleichen Jahr die Produktion des Toyota Ses'fikile der auf dem Commuter basiert und in ganz Afrika angeboten wird.
- Im Sommer 2005 startete der Export auf die Philippinen als Toyota HiAce Grandia mit dem 2,5-l-Dieselmotor und 5-Gang-Schaltgetriebe. In Malaysia und anderen asiatischen Märkten wird der HiAce H200 ebenfalls mit dem 2,5-l-Dieselmotor und dem 2,7-l-Ottomotor angeboten. Seit 2005 wird das Modell auch in Nordkorea unter dem Namen Pyeonghwa Samchunri angeboten und ist dort als Nutzfahrzeug erfolgreich.
- Zusätzlich wurde ab 2005 der 5L-E ins Angebot aufgenommen, ein Vierzylinder-Commonrail-Dieselmotor mit 2986 cm³ und 72 kW (97 PS). Er hat ein höheres maximales Drehmoment als der 2,5-l-Motor.
- Im August 2007 startete eine überarbeitete Version. Ein veränderter Frontgrill bei allen Modellen und überarbeitete Sitzplätze sind außer der Einführung von Dieselpartikelfilter die wichtigsten Änderungen. Auf Basis des HiAce H200 startete in Thailand der Toyota Ventury und Toyota Ventury Majesty. Diese Modelle werden in China von Higer Bus als Higer KLQ6540 produziert. In China wird das Modell auch als Jiangnan JNQ6495D und als Jinbei HiAce (Tochterunternehmen von Brilliance) produziert. Parallel zum Vorgänger produziert Jinbei auch den HiAce 200 als Jinbei HiAce Awing in Ägypten.
- 2010 folgte ein erneutes Facelift mit überarbeiteter Front. Die Motoren werden umfassend überarbeitet und der Kraftstoffverbrauch dadurch gesenkt.
- Seit April 2012 wird ein verbesserter Schutz vor Diebstahl eingebaut. Hierbei kann z. B. die Wegfahrsperre wahlweise nur mittels Fingertouchpad deaktiviert werden. Dies hat den Hintergrund, dass der HiAce Japans meistgestohlenes Fahrzeug ist.

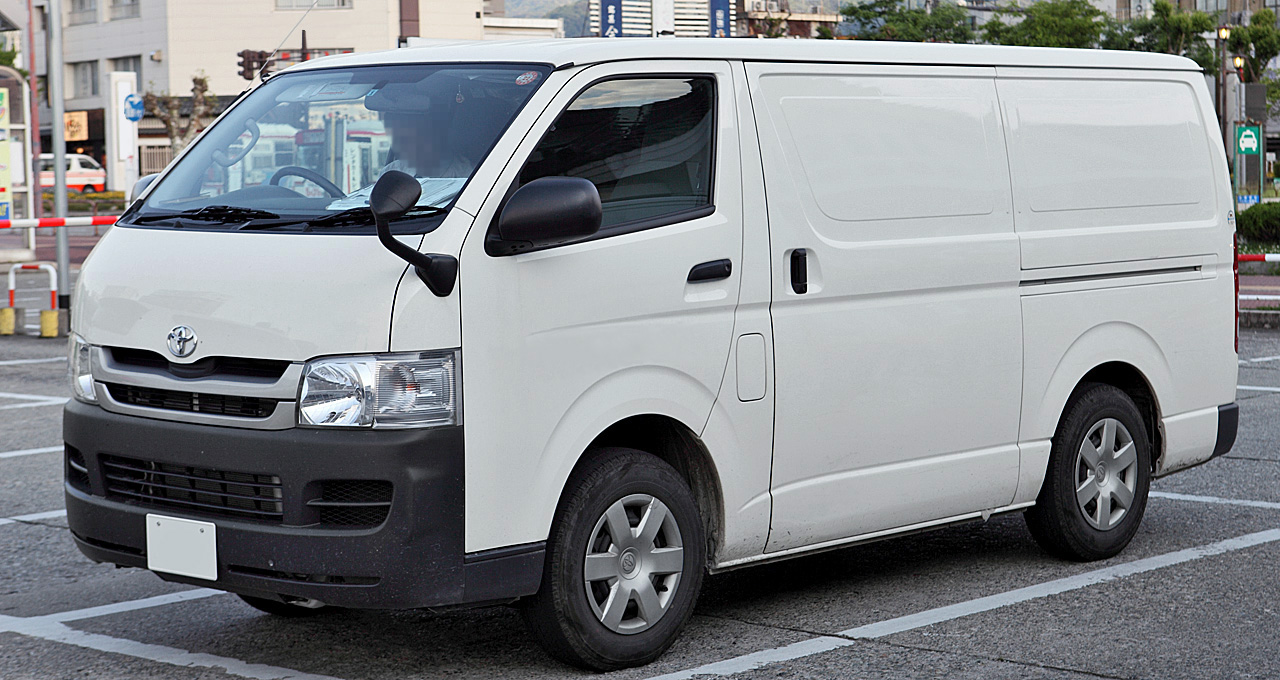
Toyota HiAce H200 Kastenwagen
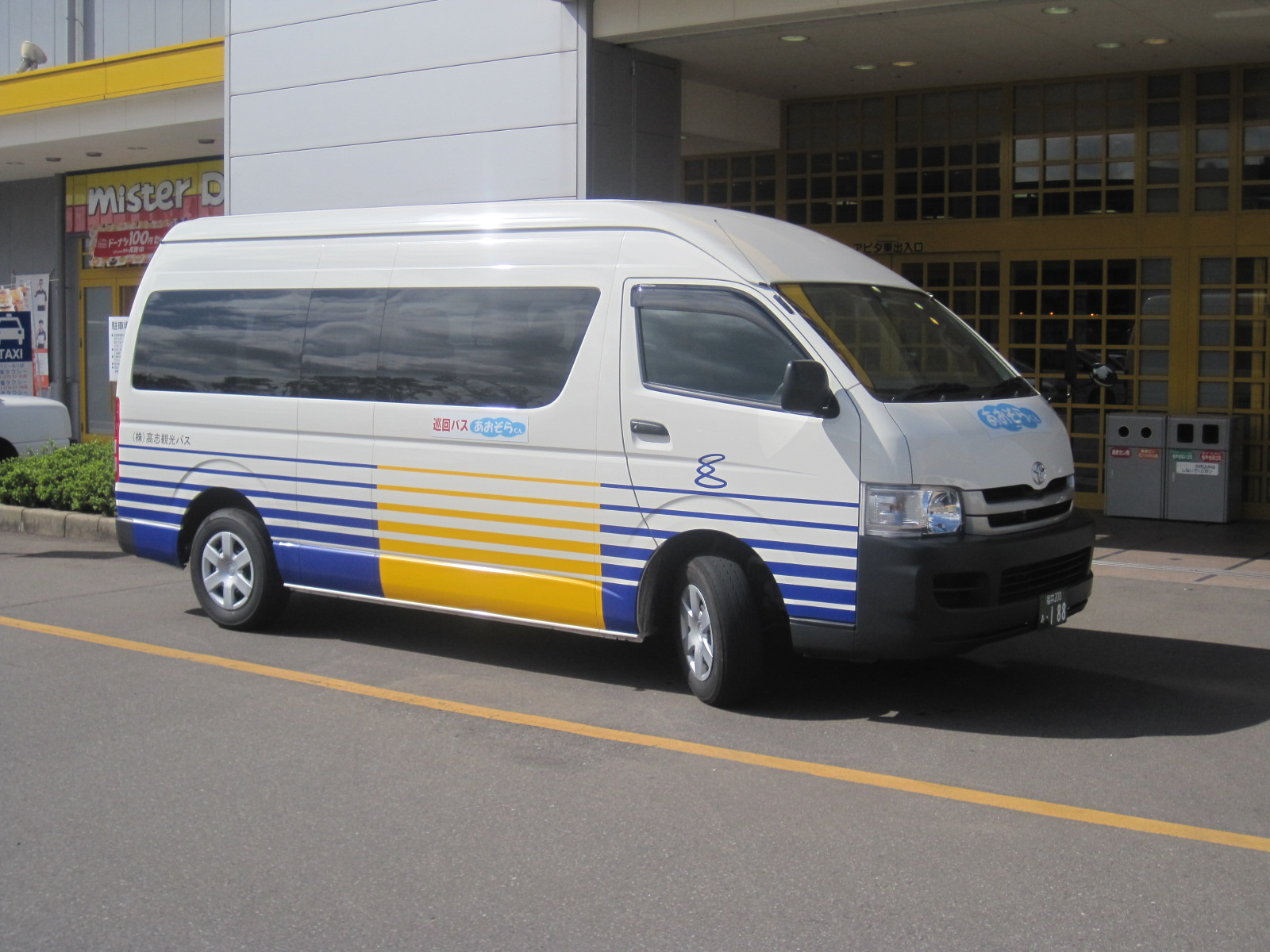
Toyota Commuter
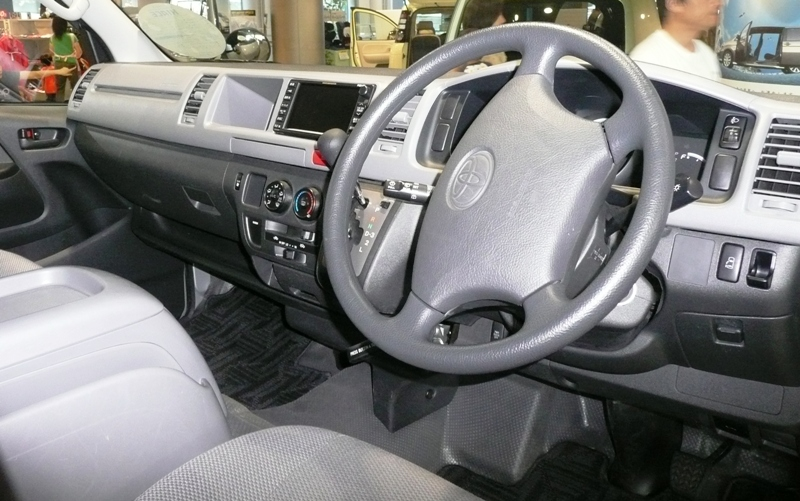
Armaturenbrett
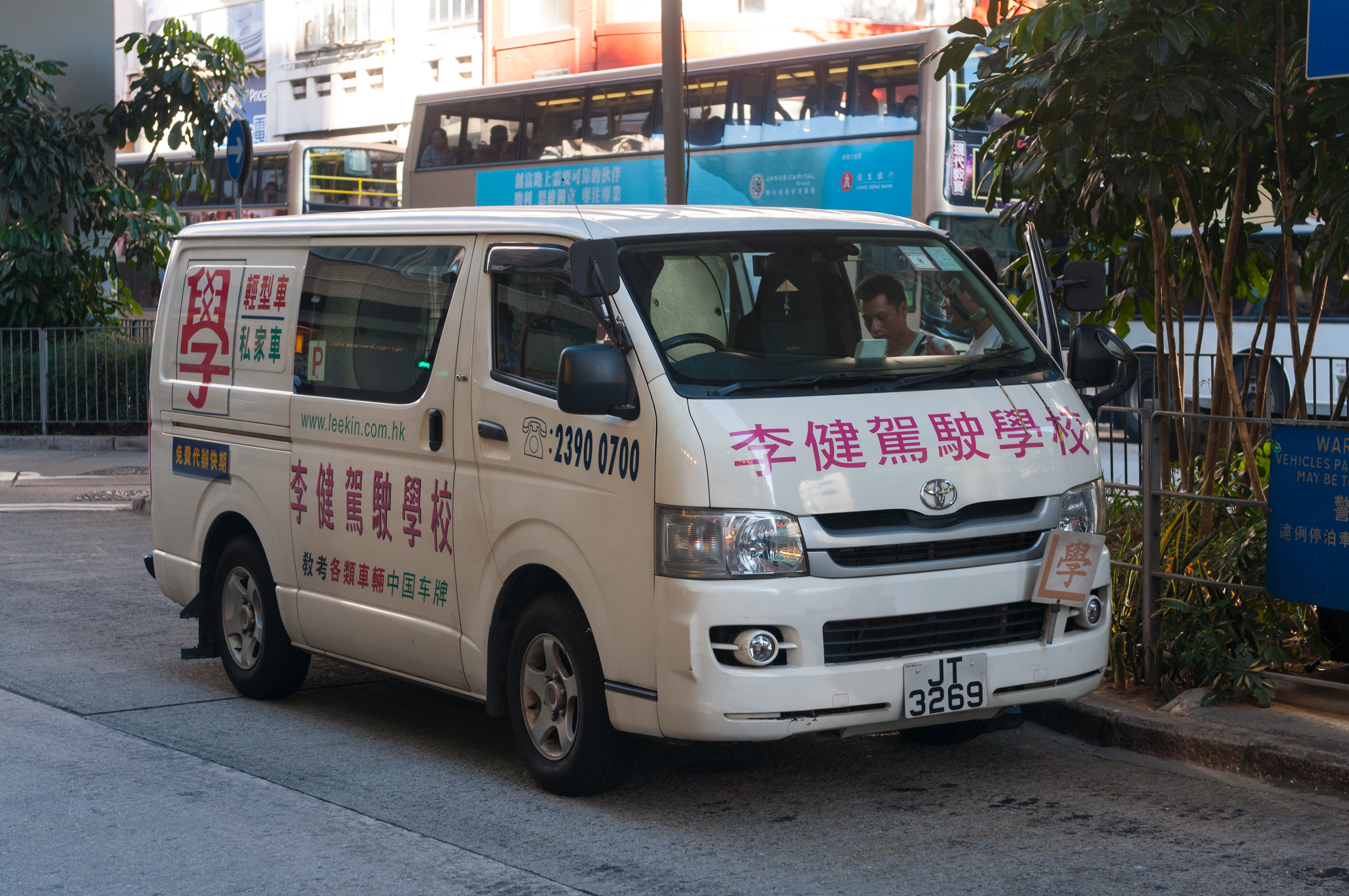
H200 Kombi

### Technische Daten
|                                             | 2.7 VVT-i (Russland)        | 3.0 D-4D (Russland)         |
| Motorkenndaten                              |                             |                             |
| Motortyp                                    | R4-Ottomotor                | R4-Dieselmotor              |
| Hubraum                                     | 2694 cm³                    | 2982 cm³                    |
| max. Leistung bei min−1                     | 118 kW (160 PS) / 5200      | 106 kW (144 PS) / 3400      |
| max. Drehmoment bei min−1                   | 241 Nm / 3800               | 300 Nm / 1200–2400          |
| Kraftübertragung                            |                             |                             |
| Antrieb, serienmäßig                        | Hinterradantrieb            | Hinterradantrieb            |
| Getriebe, serienmäßig                       | 5-Gang-Schaltgetriebe       | 5-Gang-Schaltgetriebe       |
| Messwerte                                   |                             |                             |
| Länge × Breite × Höhe                       | 5380 mm × 1880 mm × 2285 mm | 5380 mm × 1880 mm × 2285 mm |
| Radstand                                    | 3110 mm                     | 3110 mm                     |
| Höchstgeschwindigkeit                       | 155 km/h                    | 150 km/h                    |
| Beschleunigung, 0–100 km/h                  | 20,7 s                      | k. A.                       |
| Kraftstoffverbrauch auf 100 km (kombiniert) | 11,5 l Super                | 8,7 l Diesel                |
| Leergewicht                                 | 2160–2175 kg                | 2295–2310 kg                |
| Tankinhalt                                  | 70 l                        | 70 l                        |

## HiAce H300 (seit 2019)
Anfang 2019 präsentierte Toyota eine neue Generation des HiAce auf den Philippinen. Im Laufe des Jahres 2019 wurde das Fahrzeug auf verschiedenen Märkten eingeführt.